# João de Barros Guerra
João de Barros Guerra foi um administrador colonial português.
Foi juntamente com governador Gonçalo da Costa de Alcáçova Carneiro de Meneses (1691-1694) para Angola atuar na área militar, posteriormente serviu em Lisboa como alferes sob o comando de D. Miguel Carlos de Távora, 2º Conde de São Vicente. Lutou na Guerra de Sucessão Espanhola, participando de eventos como a Restauração da Vila de Monsanto, o cerco a Albuquerque e a rendição de Badajoz. No território brasileiro, comandou expedições contra índios no Rio Madeira e foi capitão-mor da capitania do Grão-Pará, de 15 de abril de 1710 a 11 de junho de 1716.